# NGC 1433
NGC 1433 је спирална галаксија у сазвежђу Часовник која се налази на NGC листи објеката дубоког неба.
Деклинација објекта је - 47° 13' 19" а ректасцензија 3h 42m 1,2s. Привидна величина (магнитуда) објекта NGC 1433 износи 9,8 а фотографска магнитуда 10,7. Налази се на удаљености од 11,6000 милиона парсека од Сунца. NGC 1433 је још познат и под ознакама ESO 249-14, AM 0340-472, IRAS 03404-4722, PGC 13586.